# Maurice Quentin de La Tour

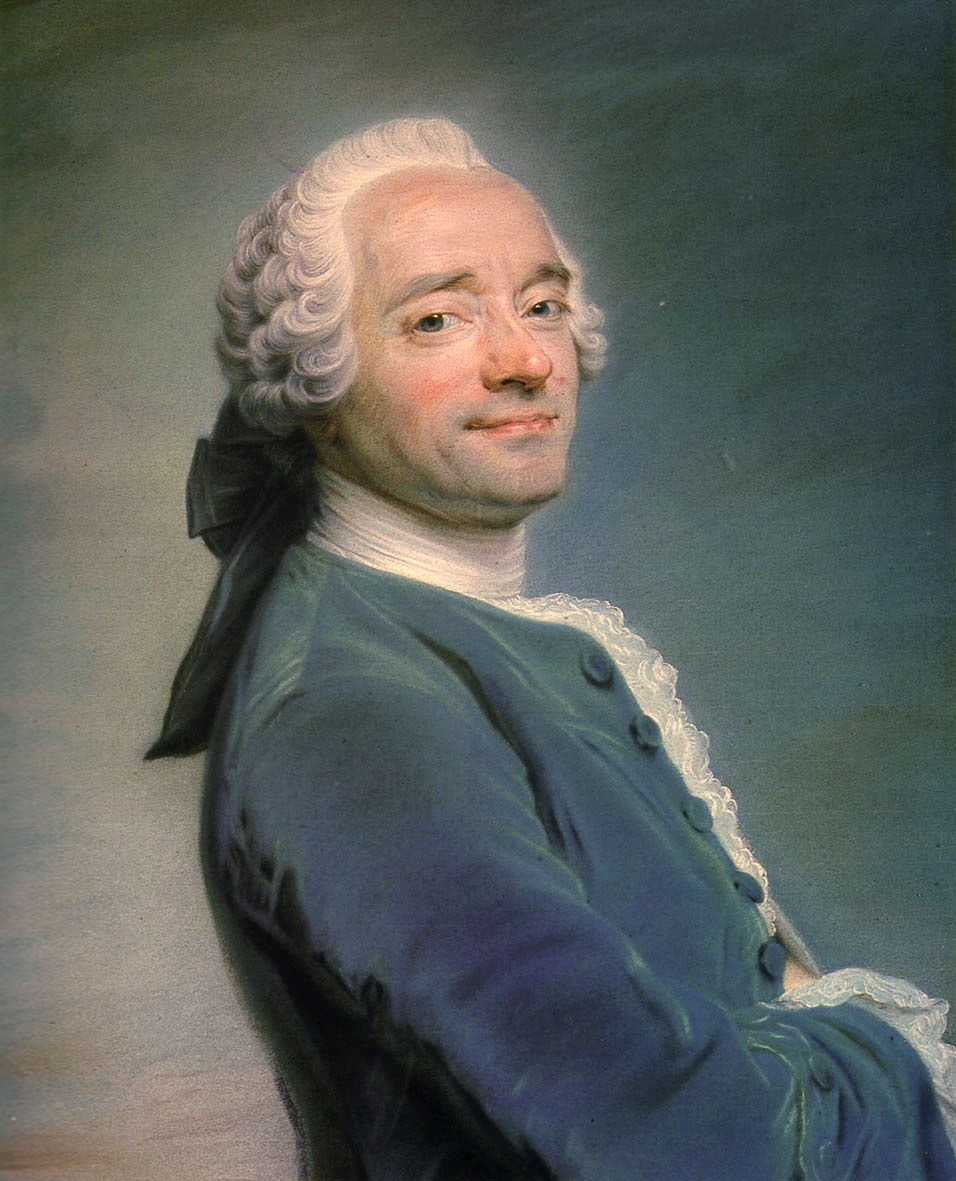
Självporträtt (1751)

Maurice Quentin de La Tour, född 5 september 1704 i Saint-Quentin, Frankrike, död 17 februari 1788 i Saint-Quentin, var en fransk porträttmålare.

## Biografi
La Tours far var trumpetare i Saint-Quentin och han kom i unga år till Paris, där han blev elev till Jean Restout den yngre och Dupeuch. Han målade först i olja, men efter Rosalba Carrieras besök i Paris 1719-20 upptog han hennes teknik att måla med pastellkritor och utvecklade denna genre till sin fulländning. Han gjorde resor till Reims, Cambrai och London 1724 men återvände därefter till Paris, där han gjorde en snabb och lysande karriär som porträttmålare. Han ställde ut på Salongen från 1737 och blev 1746 medlem av konstakademin. Redan 1741 tillkom hans stora mästerverk, porträttet av presidenten de Rieux i kroppsstorlek. Senare tillkom de stora pastellerna av Duval de l'Épinoy och Madame de Pompadour. Andra porträtt är av aktriserna Deshayes och Favart, sångerska Mlle Fel. Bland de mera kända mansporträtten märks markis d'Argenson, La Reynière, Vernezobre, abbé Pommyer, Morits av Sachen, Claude Prosper Jolyot de Crébillon, Jean Restout den yngre, Dupeuch och skådespelaren Manelli. Museet i Saint-Quentin äger de flesta av La Tours mästerverk. Han och anses vara en av de stora mästarna inom pastellmåleriet, och en av 1700-talets främsta franska konstnärer.

## Galleri

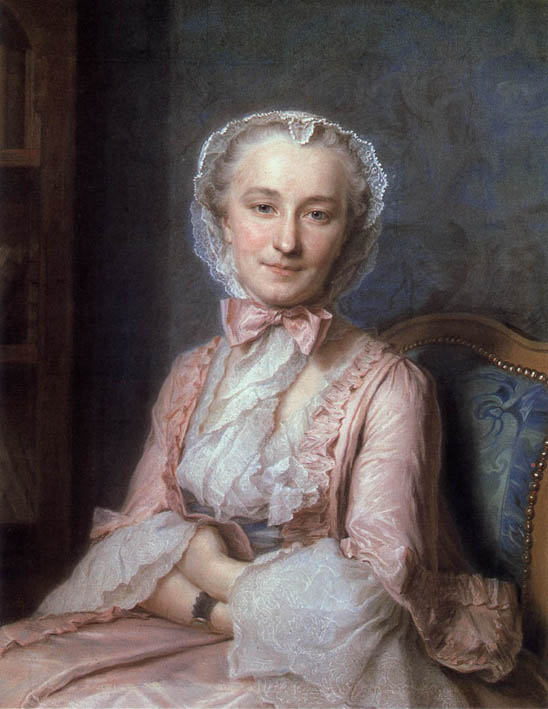
Mademoiselle Sallé – Marie Sallé (1741). Gulbenkianmuseet, Lissabon
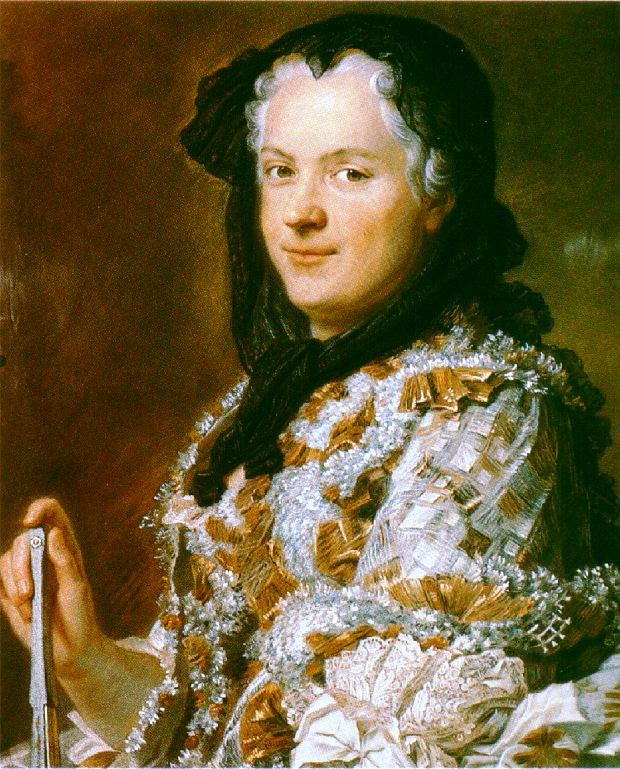
Marie Leszczyńska (1748). Louvren, Paris.
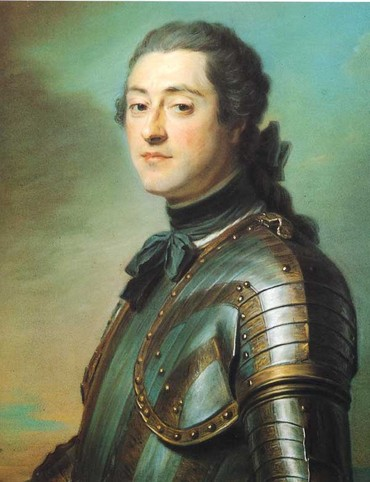
Marc-René de Voyer d'Argenson (1753). Antoine Lécuyer, Saint-Quentin.
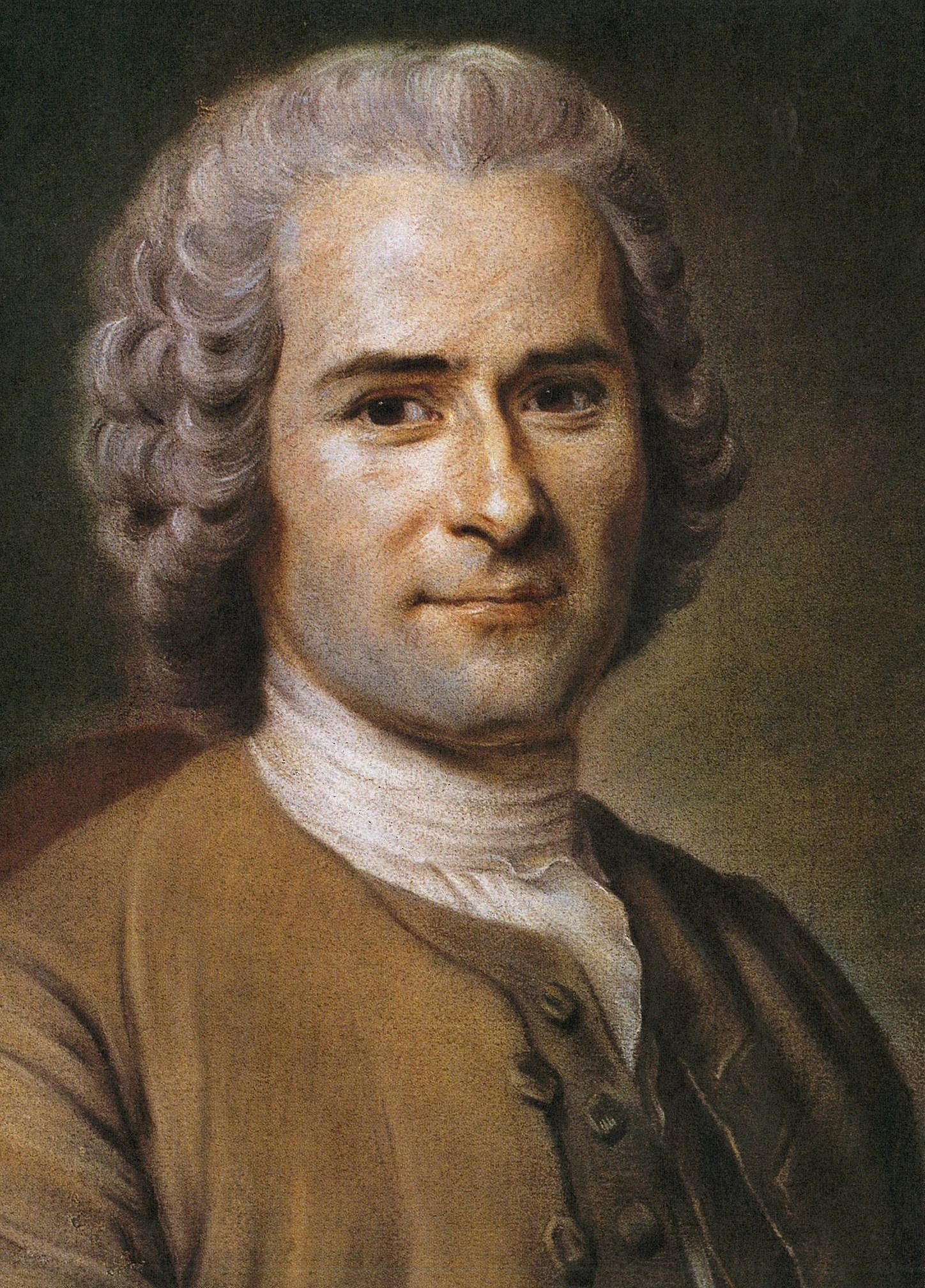
Jean-Jacques Rousseau (1753). Antoine Lécuyer, Saint-Quentin.
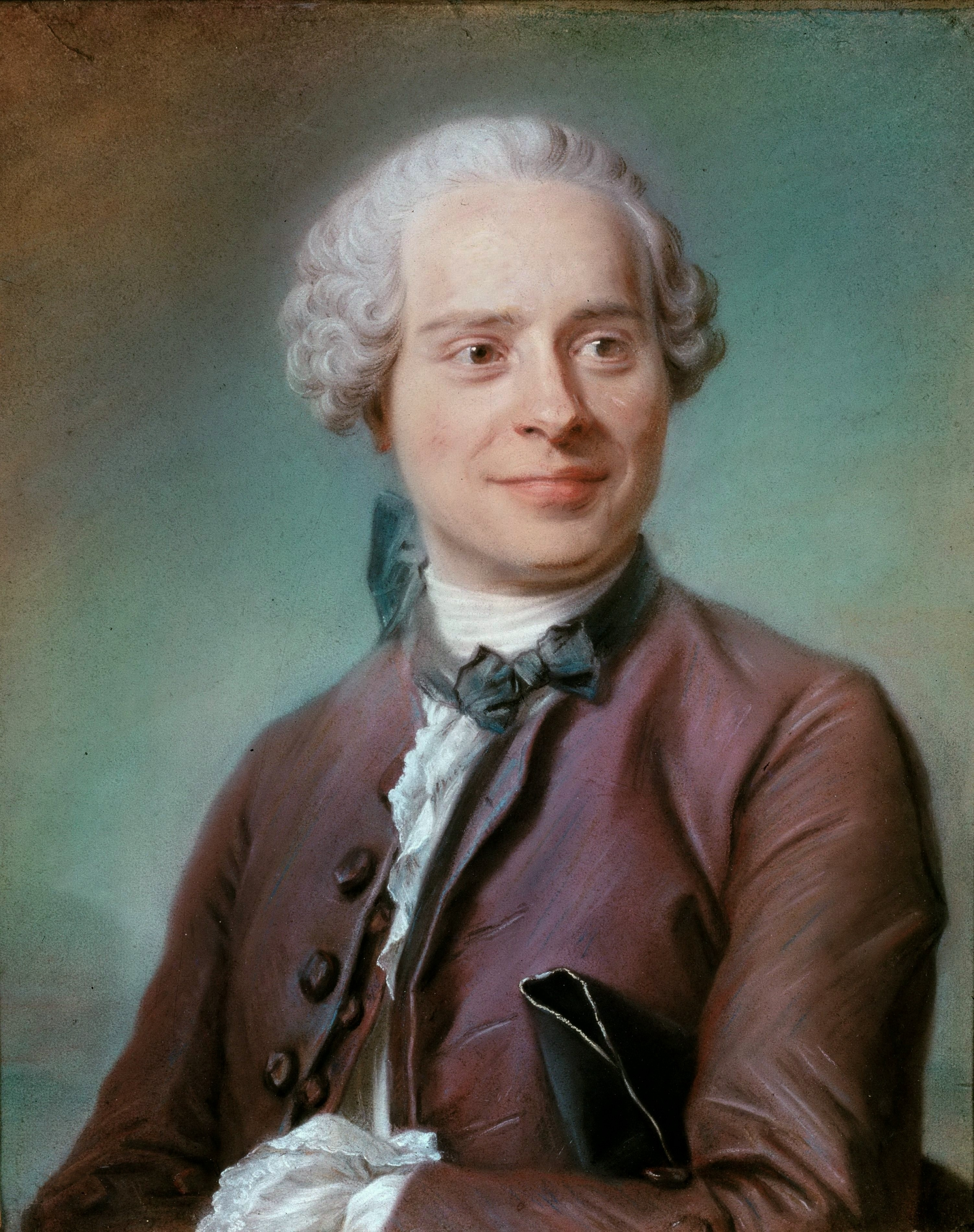
Jean le Rond d'Alembert (1753), Louvren, Paris.
Maurice Quentin de La Tour – Madame de Pompadour (1755). Louvren, Paris.
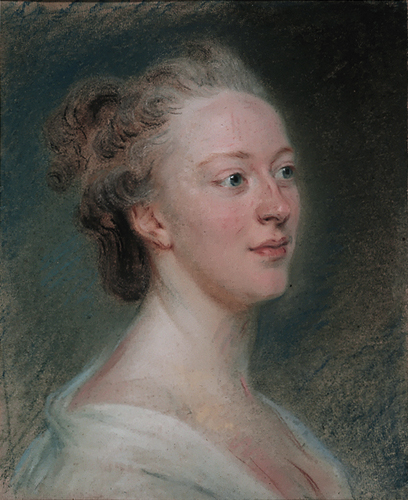
Isabelle de Charrière (1766).  Musée d'art et d'histoire, Genève.